# Choroba Ormonda
Choroba Ormonda, (idiopatyczne) zwłóknienie zaotrzewnowe, RPF (od ang. retroperitoneal fibrosis), IRF lub IRPF (od ang. idiopathic retroperitoneal fibrosis) – bardzo rzadki proces zapalny, o nieznanej etiologii, prowadzący do zwłóknienia przestrzeni zaotrzewnowej. Może objawiać się bólami okolicy krzyżowej, niewydolnością nerek, nadciśnieniem, zakrzepicą żył głębokich i innymi objawami wynikającymi z obstrukcji.
Choroba Ormonda występuje głównie u osób dorosłych z przewagą płci męskiej. Postać idiopatyczną należy różnicować ze zwłóknieniami zaotrzewnowymi wtórnymi, występującymi po operacjach chirurgicznych w tej okolicy (na przykład przeszczep aortalno-udowy) i zwłóknieniami po radioterapii tej okolicy. Powiązania choroby Ormonda z różnymi chorobami autoimmunologicznymi zajmującymi inne narządy, a także odpowiedź na zastosowanie immunosupresantów doprowadziła do wysunięcia teorii o autoimmunologicznej etiologii choroby.
W przebiegu choroby Ormonda może dochodzić również do procesów włóknienia w innych okolicach ciała, jak śródpiersie, oczodół, tarczyca, drogi żółciowe.
Przyczyny choroby są niejasne. Pod uwagę brany jest czynnik genetyczny, gdyż u około połowy chorych stwierdza się antygen HLA-B27. Niektórzy postulują wpływ stosowania beta-blokerów i metysergidu (Deseril®, Sansert®) w rozwoju IRF. Choroba najczęściej rozwija się powoli, a w symptomatologii na pierwszy plan wysuwają się objawy ze strony układu moczowego – jednostronne lub obustronne wodonercze, poszerzenia moczowodu, bóle w bocznych i dolnych częściach brzucha, gorączka, spadek masy ciała, wzrost ciśnienia tętniczego.
W różnicowaniu należy brać pod uwagę nacieki nowotworowe, chłoniaka i zapalenia naczyń.
Diagnozę choroby stawia się najczęściej, z uwagi na charakterystyczny obraz, na podstawie badań obrazowych (tomografia komputerowa, spektroskopia magnetycznego rezonansu jądrowego). W przypadkach wątpliwych konieczne może być badanie histopatologiczne albo scyntygrafia z użyciem galu. 
Leczenie może opierać się na metodach chirurgicznych lub zachowawczych, polegających na stosowaniu kortykosteroidów, azatiopryny lub cyklofosfamidu.
Chorobę opisał jako pierwszy Joaquin Maria Albarran y Dominguez w 1905 roku. Kazuistyczne przypadki przedstawiali po nim Oberling w 1925, Bachrach w 1928, Putschar w 1934 i Diekow w 1942. John Kelso Ormond w 1948 roku przedstawił opis, który przywrócił zainteresowanie tą jednostką chorobową (stąd jedna z jej nazw).